# Callipogonius cornutus
Callipogonius cornutus är en skalbaggsart som först beskrevs av Linsley 1930.  Callipogonius cornutus ingår i släktet Callipogonius och familjen långhorningar.
Artens utbredningsområde är Nicaragua. Inga underarter finns listade.